# Станьковский ключ (землевладение)
Станьковский ключ — название землевладения, принадлежавшего в XIX — нач. XX вв. графам Чапским. Названо по селу Станьково, в котором располагалась усадьба Чапских. Землевладение представляло собой неправильный прямоугольник размером примерно 50 км на 100 км.
В состав Станьковского ключа входили:
- дворцово-парковый комплекс (Станьково)
- дворцово-парковый комплекс (Прилуки)
- Негорелое
- Добрынево
- Королево
- Шикотовичи
- Озеро
- Крысово
- Андроново
- Иевиловичи
- Прусиново
- Зубаревичи
- и т. д., всего 68 населённых пунктов